# Petromyscus barbouri
Petromyscus barbouri är en art av gnagare som beskrevs av Guy Chester Shortridge och Carter 1938. Petromyscus barbouri ingår i släktet afrikanska klippmöss, och familjen Nesomyidae. Arten finns endast i västra Sydafrika, och lever i subtropiska eller tropiska buskvegetationer och steniga områden. Utbredningsområdet ligger 100 till 700 meter över havet. IUCN kategoriserar arten globalt som livskraftig, trots att den har en relativt liten utbredning. Inga underarter finns listade i Catalogue of Life.
Denna gnagare blir 71 till 96 mm lång (huvud och bål), har en 71 till 99 mm lång svans, 15 till 18 mm långa bakfötter och 13 till 22 mm långa öron. Arten påminner om en husmus i utseende. Den mjuka pälsen är på ovansidan spräcklig gråbrun och på undersidan ljusgrå. Hos ungdjur saknas de bruna håren. Svansen är uppdelad i en ljusgrå ovansida och en vit undersida. Vid svansens spets finns korta styva hår men de bildar ingen tofs. Honor har fyra spenar.
Petromyscus barbouri är aktiv på natten och den äter främst frön.